# 蒂希納

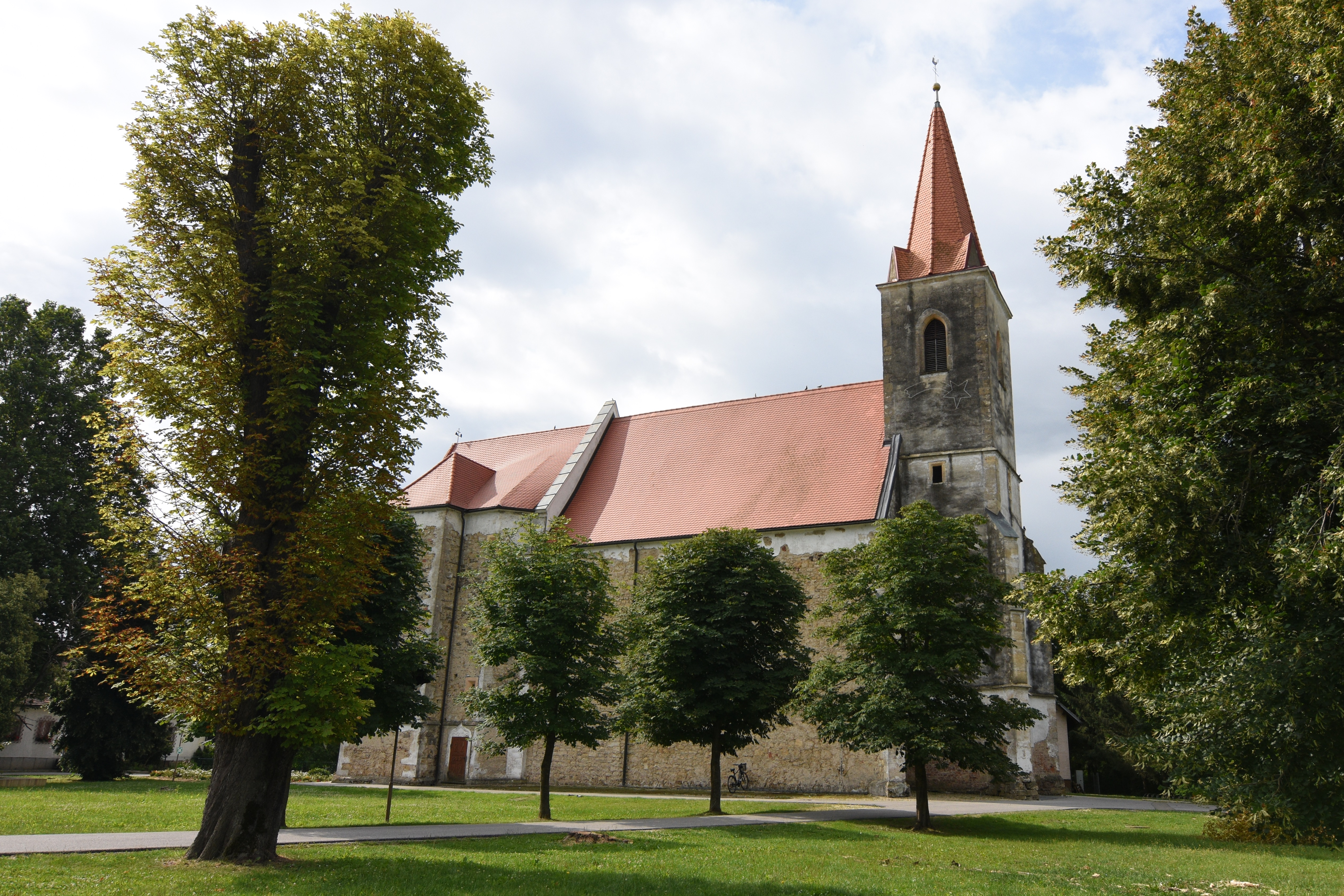
教堂

蒂希納是斯洛文尼亞東北部蒂希納市鎮的城鎮及行政中心，位於穆爾河畔。城镇面積为2.65平方公里，海拔高度195.5米，2019年人口数量为412人。鎮上的羅馬天主教教堂建於十二世紀。